# MLB Rookie of the Year Award
Der Rookie of the Year Award der Major League Baseball wird jährlich an den besten Spieler vergeben, der sein erstes komplettes Jahr in der Profiliga bestritten hat. Wie üblich wird die Auszeichnung doppelt verliehen. Es wird dementsprechend je ein Rookie of the Year der American League und einer der National League geehrt.
Nur zweimal in der Geschichte schaffte es ein Spieler neben dem Rookie of the Year Award auch gleich im ersten Jahr zum Most Valuable Player gewählt zu werden. Als erster Spieler schaffte dies Fred Lynn im Jahre 1975. Das Gleiche gelang dann im Jahre 2001 dem japanischen Baseballstar Ichirō Suzuki, der als Rookie galt, obwohl er zuvor in Japan schon professionell Baseball gespielt hatte. Der einzige Rookie, der es schaffte neben dem Rookie of the Year Award auch den Cy Young Award zu gewinnen, war Fernando Valenzuela im Jahre 1981.

## Wer gilt als Rookie?
Um als Rookie zu gelten, und sich so für den Award zu qualifizieren, darf ein Spieler vor der aktuellen Saison folgende Werte noch nicht erreicht haben:
- 130 at bats oder 50 Innings als Pitcher in der MLB
- 45 Tage im Roster eines Teams der MLB

## Liste der Gewinner des Rookie of the Year Awards

### Ligaübergreifend (1947–48)
| Jahr | Spieler         | Team             | Pos |
| ---- | --------------- | ---------------- | --- |
| 1947 | Jackie Robinson | Brooklyn Dodgers | 2B  |
| 1948 | Alvin Dark      | Boston Braves    | SS  |

### Sieger der National League und der American League (seit 1949)
| Jahr | National League     | National League       | National League | American League   | American League        | American League | Referenz |
| Jahr | Gewinner            | Team                  | Pos             | Gewinner          | Team                   | Pos             |          |
| ---- | ------------------- | --------------------- | --------------- | ----------------- | ---------------------- | --------------- | -------- |
| 1949 | Don Newcombe        | Brooklyn Dodgers      | P               | Roy Sievers       | St. Louis Browns       | OF              |          |
| 1950 | Sam Jethroe         | Boston Braves         | OF              | Walt Dropo        | Boston Red Sox         | 1B              |          |
| 1951 | Willie Mays         | New York Giants       | OF              | Gil McDougald     | New York Yankees       | 3B              |          |
| 1952 | Joe Black           | Brooklyn Dodgers      | P               | Harry Byrd        | Philadelphia Athletics | P               |          |
| 1953 | Jim Gilliam         | Brooklyn Dodgers      | 2B              | Harvey Kuenn      | Detroit Tigers         | SS              |          |
| 1954 | Wally Moon          | St. Louis Cardinals   | OF              | Bob Grim          | New York Yankees       | P               |          |
| 1955 | Bill Virdon         | St. Louis Cardinals   | OF              | Herb Score        | Cleveland Indians      | P               |          |
| 1956 | Frank Robinson      | Cincinnati Reds       | OF              | Luis Aparicio     | Chicago White Sox      | SS              |          |
| 1957 | Jack Sanford        | Philadelphia Phillies | P               | Tony Kubek        | New York Yankees       | SS              |          |
| 1958 | Orlando Cepeda      | San Francisco Giants  | 1B              | Albie Pearson     | Washington Senators    | OF              |          |
| 1959 | Willie McCovey      | San Francisco Giants  | 1B              | Bob Allison       | Washington Senators    | OF              |          |
| 1960 | Frank Howard        | Los Angeles Dodgers   | OF              | Ron Hansen        | Baltimore Orioles      | SS              |          |
| 1961 | Billy Williams      | Chicago Cubs          | OF              | Don Schwall       | Boston Red Sox         | P               |          |
| 1962 | Ken Hubbs           | Chicago Cubs          | 2B              | Tom Tresh         | New York Yankees       | SS              |          |
| 1963 | Pete Rose           | Cincinnati Reds       | 2B              | Gary Peters       | Chicago White Sox      | P               |          |
| 1964 | Dick Allen          | Philadelphia Phillies | 3B              | Tony Oliva        | Minnesota Twins        | OF              |          |
| 1965 | Jim Lefebvre        | Los Angeles Dodgers   | 2B              | Curt Blefary      | Baltimore Orioles      | OF              |          |
| 1966 | Tommy Helms         | Cincinnati Reds       | 2B              | Tommie Agee       | Chicago White Sox      | OF              |          |
| 1967 | Tom Seaver          | New York Mets         | P               | Rod Carew         | Minnesota Twins        | 2B              |          |
| 1968 | Johnny Bench        | Cincinnati Reds       | C               | Stan Bahnsen      | New York Yankees       | P               |          |
| 1969 | Ted Sizemore        | Los Angeles Dodgers   | 2B              | Lou Piniella      | Kansas City Royals     | OF              |          |
| 1970 | Carl Morton         | Montreal Expos        | P               | Thurman Munson    | New York Yankees       | C               |          |
| 1971 | Earl Williams       | Atlanta Braves        | C               | Chris Chambliss   | Cleveland Indians      | 1B              |          |
| 1972 | Jon Matlack         | New York Mets         | P               | Carlton Fisk      | Boston Red Sox         | C               |          |
| 1973 | Gary Matthews       | San Francisco Giants  | OF              | Al Bumbry         | Baltimore Orioles      | OF              |          |
| 1974 | Bake McBride        | St. Louis Cardinals   | OF              | Mike Hargrove     | Texas Rangers          | 1B              |          |
| 1975 | John Montefusco     | San Francisco Giants  | P               | Fred Lynn         | Boston Red Sox         | OF              |          |
| 1976 | Butch Metzger       | San Diego Padres      | P               | Mark Fidrych      | Detroit Tigers         | P               |          |
| 1976 | Pat Zachry          | Cincinnati Reds       | P               |                   |                        |                 |          |
| 1977 | Andre Dawson        | Montreal Expos        | OF              | Eddie Murray      | Baltimore Orioles      | DH              |          |
| 1978 | Bob Horner          | Atlanta Braves        | 3B              | Lou Whitaker      | Detroit Tigers         | 2B              |          |
| 1979 | Rick Sutcliffe      | Los Angeles Dodgers   | P               | John Castino      | Minnesota Twins        | 3B              |          |
| 1979 |                     |                       |                 | Alfredo Griffin   | Toronto Blue Jays      | SS              |          |
| 1980 | Steve Howe          | Los Angeles Dodgers   | P               | Joe Charboneau    | Cleveland Indians      | OF              |          |
| 1981 | Fernando Valenzuela | Los Angeles Dodgers   | P               | Dave Righetti     | New York Yankees       | P               |          |
| 1982 | Steve Sax           | Los Angeles Dodgers   | 2B              | Cal Ripken, Jr.   | Baltimore Orioles      | SS              |          |
| 1983 | Darryl Strawberry   | New York Mets         | OF              | Ron Kittle        | Chicago White Sox      | OF              |          |
| 1984 | Dwight Gooden       | New York Mets         | P               | Alvin Davis       | Seattle Mariners       | 1B              |          |
| 1985 | Vince Coleman       | St. Louis Cardinals   | OF              | Ozzie Guillen     | Chicago White Sox      | SS              |          |
| 1986 | Todd Worrell        | St. Louis Cardinals   | P               | José Canseco      | Oakland Athletics      | OF              |          |
| 1987 | Benito Santiago     | San Diego Padres      | C               | Mark McGwire      | Oakland Athletics      | 1B              |          |
| 1988 | Chris Sabo          | Cincinnati Reds       | 3B              | Walt Weiss        | Oakland Athletics      | SS              |          |
| 1989 | Jerome Walton       | Chicago Cubs          | OF              | Gregg Olson       | Baltimore Orioles      | P               |          |
| 1990 | David Justice       | Atlanta Braves        | OF              | Sandy Alomar, Jr. | Cleveland Indians      | C               |          |
| 1991 | Jeff Bagwell        | Houston Astros        | 1B              | Chuck Knoblauch   | Minnesota Twins        | 2B              |          |
| 1992 | Eric Karros         | Los Angeles Dodgers   | 1B              | Pat Listach       | Milwaukee Brewers      | SS              |          |
| 1993 | Mike Piazza         | Los Angeles Dodgers   | C               | Tim Salmon        | California Angels      | OF              |          |
| 1994 | Raul Mondesi        | Los Angeles Dodgers   | OF              | Bob Hamelin       | Kansas City Royals     | DH              |          |
| 1995 | Hideo Nomo          | Los Angeles Dodgers   | P               | Marty Cordova     | Minnesota Twins        | OF              |          |
| 1996 | Todd Hollandsworth  | Los Angeles Dodgers   | OF              | Derek Jeter       | New York Yankees       | SS              |          |
| 1997 | Scott Rolen         | Philadelphia Phillies | 3B              | Nomar Garciaparra | Boston Red Sox         | SS              |          |
| 1998 | Kerry Wood          | Chicago Cubs          | P               | Ben Grieve        | Oakland Athletics      | OF              |          |
| 1999 | Scott Williamson    | Cincinnati Reds       | P               | Carlos Beltrán    | Kansas City Royals     | OF              |          |
| 2000 | Rafael Furcal       | Atlanta Braves        | SS              | Kazuhiro Sasaki   | Seattle Mariners       | P               |          |
| 2001 | Albert Pujols       | St. Louis Cardinals   | 3B-OF           | Ichirō Suzuki     | Seattle Mariners       | OF              |          |
| 2002 | Jason Jennings      | Colorado Rockies      | P               | Eric Hinske       | Toronto Blue Jays      | 3B              |          |
| 2003 | Dontrelle Willis    | Florida Marlins       | P               | Angel Berroa      | Kansas City Royals     | SS              |          |
| 2004 | Jason Bay           | Pittsburgh Pirates    | OF              | Bobby Crosby      | Oakland Athletics      | SS              |          |
| 2005 | Ryan Howard         | Philadelphia Phillies | 1B              | Huston Street     | Oakland Athletics      | P               |          |
| 2006 | Hanley Ramírez      | Florida Marlins       | SS              | Justin Verlander  | Detroit Tigers         | P               |          |
| 2007 | Ryan Braun          | Milwaukee Brewers     | 3B              | Dustin Pedroia    | Boston Red Sox         | 2B              |          |
| 2008 | Geovany Soto        | Chicago Cubs          | C               | Evan Longoria     | Tampa Bay Rays         | 3B              |          |
| 2009 | Chris Coghlan       | Florida Marlins       | OF              | Andrew Bailey     | Oakland Athletics      | P               |          |
| 2010 | Buster Posey        | San Francisco Giants  | C               | Neftali Feliz     | Texas Rangers          | P               | [ 1 ]    |
| 2011 | Craig Kimbrel       | Atlanta Braves        | P               | Jeremy Hellickson | Tampa Bay Rays         | P               |          |
| 2012 | Bryce Harper        | Washington Nationals  | OF              | Mike Trout        | Los Angeles Angels     | OF              |          |
| 2013 | José Fernández      | Miami Marlins         | P               | Wil Myers         | Tampa Bay Rays         | OF              |          |
| 2014 | Jacob deGrom        | New York Mets         | P               | José Abreu        | Chicago White Sox      | 1B              |          |
| 2015 | Kris Bryant         | Chicago Cubs          | 3B              | Carlos Correa     | Houston Astros         | SS              |          |
| 2016 | Corey Seager        | Los Angeles Dodgers   | SS              | Michael Fulmer    | Detroit Tigers         | P               | [ 2 ]    |
| 2017 | Cody Bellinger      | Los Angeles Dodgers   | 1B              | Aaron Judge       | New York Yankees       | OF              | [ 3 ]    |
| 2018 | Ronald Acuña Jr.    | Atlanta Braves        | OF              | Shohei Ohtani     | Los Angeles Angels     | P/DH            | [ 4 ]    |
| 2019 | Pete Alonso         | New York Mets         | 1B              | Yordan Alvarez    | Houston Astros         | OF              |          |
| 2020 | Devin Williams      | Milwaukee Brewers     | P               | Kyle Lewis        | Seattle Mariners       | OF              | [ 5 ]    |
| 2021 | Jonathan India      | Cincinnati Reds       | 2B              | Randy Arozarena   | Tampa Bay Rays         | OF              | [ 6 ]    |
| 2022 | Michael Harris      | Atlanta Braves        | OF              | Julio Rodríguez   | Seattle Mariners       | OF              |          |
| 2023 | Corbin Carroll      | Arizona Diamondbacks  | OF              | Gunnar Henderson  | Baltimore Orioles      | SS              |          |

Abk. der Positionen: P = Pitcher, C = Catcher, 1B, 2B, 3B = First, Second, Third Base, SS = Shortstop, OF = Outfielder